# Tylochromis lateralis
Tylochromis lateralis (Syn.: Pelmatochromis lateralis) ist eine afrikanische Buntbarschart, die im unteren und mittleren Kongo, seinen Zuflüssen Aruwimi, Kasai, Lindi, Ruki, Sangha und Tshopo, sowie in den Seen Mai-Ndombe, Pool Malebo und Tumba vorkommt.

## Merkmale
Es ist ein mittelgroßer Buntbarsch, der eine Gesamtlänge von 26 bis 28 cm erreichen kann. Er ist relativ hochrückig und seitlich abgeflacht. Das Stirnprofil steigt recht steil an. Die Färbung ist grau oder graubraun. In der Mitte jeder Schuppe liegt ein silbriger Fleck. Zwischen den Augen und dem Rückenflossenansatz liegen zwei dunkle, kurze Querbinden. Der Rand der Rückenflosse ist oft rötlich. Auf der Rückenflosse befinden sich einige schwarze Punkte. Die Schwanzflosse ist eingebuchtet. Ihre untere Hälfte ist oft rötlich. Die Bauchflossen sind lang und reichen üblicherweise bis zur Afterflosse.
Morphometrie:
- Flossenformel: Dorsale XIII–XVI/12–15, Anale III/7–8.
- Schuppenformel: < 36 (SL)
- Kiemenrechen: 17
- Wirbel: 28–30

Vom ähnlichen Tylochromis labrodon, dessen Verbreitungsgebiet sich mit dem von Tylochromis lateralis teilweise überschneidet, kann Tylochromis lateralis durch seine spitzere Schnauze, die schmaleren Lippen und die kleineren, weniger kräftigen unteren Pharyngealia unterschieden werden.

## Lebensweise
Tylochromis lateralis ernährt sich vor allem von Insektenlarven, pflanzlichem Material und Früchten, außerdem werden Detritus und Weichtiere verzehrt. Tylochromis lateralis ist ein Maulbrüter, bei dem das Weibchen die Brutpflege übernimmt. Näheres zur Fortpflanzungsbiologie ist nicht bekannt.